# خوسيه أنطونيو ماتيوس
خوسيه أنطونيو ماتيوس (بالإسبانية: José Antonio Mateos García)‏ هو لاعب كرة قدم إسباني، ولد في 27 فبراير 1971 في سان فرناندو في إسبانيا. لعب مع نادي قادش.